# Emotional Elvis
Emotional Elvis to holenderski zespół rockowy, założony w 2002 w Eindhoven przez Michela Geelena, Adrie Kauwenberga, Roelof van Driela oraz Ralpha van Leeuwena.
Zespół wykorzystuje również inne style muzyczne - pop, country, noise, hip hop.

## Dyskografia
- 2003 The Way the Morning Broke Was Quite Unusual
  - 2005 "Ain't You Got That Feeling" singel
- 2005 The Last of the Famous International Playboys
  - 2006 "Hiphop/Breakdance" singel
- 2007 "Sounds Like Music"

W Polsce jeden utwór Emotional Elvis umieszczono na składance Alternative Trippin' wydanej przez wytwórnię Chaos Management Group.